# Dachskuhl
Dachskuhl ist ein Wohnplatz, der zur Stadt Lohmar im Rhein-Sieg-Kreis in Nordrhein-Westfalen gehört.

## Geographie
Dachskuhl liegt im Nordwesten des Stadtgebiets von Lohmar. Umliegende Ortschaften und Weiler sind Schiefelbusch im Norden, Weilerhohn im Nordosten, Scheid im Osten, Spechtsberg und Neuenhof im Südosten, Muchensiefen im Süden, Gammersbach und Burg Schönrath im Südwesten sowie Kleinhecken im Westen.
Östlich fließt der Gammersbach, ein orographisch linker Nebenfluss der Sülz, an Dachskuhl vorbei. Aus Nordwesten fließt ein namenloser rechter Nebenfluss des Gammersbach an Dachskuhl entlang.

## Geschichte
Im Jahre 1885 hatte Dachskuhl sechs Einwohner, die in einem Einzelhaus lebten.
Nach einem Adressbuch aus dem Jahre 1901 zählte der Ort Dachskuhl einen Ackerer und einen Schreiner.
Bis 1969 gehörte Dachskuhl zu der bis dahin eigenständigen Gemeinde Wahlscheid.

## Sehenswürdigkeiten
Das nahegelegene Gammersbachtal mit seinen Feuchtbiotopen rund um den Gammersbach.

## Wanderwege
Dachskuhl liegt an folgenden Wanderwegen:
- Rundwanderweg Bergischer Streifzug Nr. 18 „Bauernhofweg“[4]
- Rundwanderweg A3 ab Honrath des Sauerländischen Gebirgsvereins (SGV)[5]

## Verkehr
Dachskuhl liegt zwischen der Kreisstraße 39 und der Landesstraße 84.